# Камерон Мантер
Камерон Мантер (енгл. Cameron Munter; Волнат Крик,16. април 1954) амерички је бивши дипломата. Мантер је био амбасадор САД у Србији и Пакистану. 

## Биографија
Докторирао је модерну европску историју на Универзитету Џонс Хопкинс, а такође је студирао и на универзитетима у Фрајбургу и Марбургу у Немачкој као и Универзитету Корнел, САД.
Као виши дипломата од каријере Службе спољних послова Сједињених Држава, амбасадор Мантер је служио као заменик шефа мисије у амбасадама САД у Прагу (2005–2007) и Варшави (2002–2005). У току овог периода добровољно се пријавио и радио као први вођа Тима за реконструкцију у Мосулу, у Ираку (2006). Пре тога, амбасадор Мантер је радио у Вашингтону као директор за Централну источни Европу при Националном савету за безбедност (1991–2001), затим као извршни помоћник саветника Стејт департмента (1998–1999), директор Северноевропске иницијативе (1998) и као шеф кабинета у НАТО Канцеларији за ратификацију проширења (1997–1998). Такође је радио и као директор канцеларије задужене за сарадњу са Чехословачком (1989–1991) и као помоћник у Европском бироу Стејт департмента (1988–1989). Претходна постављења ван Америке укључују Бон (1995–1997), Праг (1992–1995) и Варшаву (1986–1988). Амбасадор Мантер је започео свој рад у Служби спољних послова 1985. године.  Најавио је одлазак из Србије пре истека мандата због преузимања нове дужности у Ираку.

## Ререфенце
1. ↑  Амбасадор САД Камерон Мантер напушта Србију, Прес онлајн Архивирано на веб-сајту  (3. мај 2009), Приступљено 8. 4. 2013.